# Великополяне

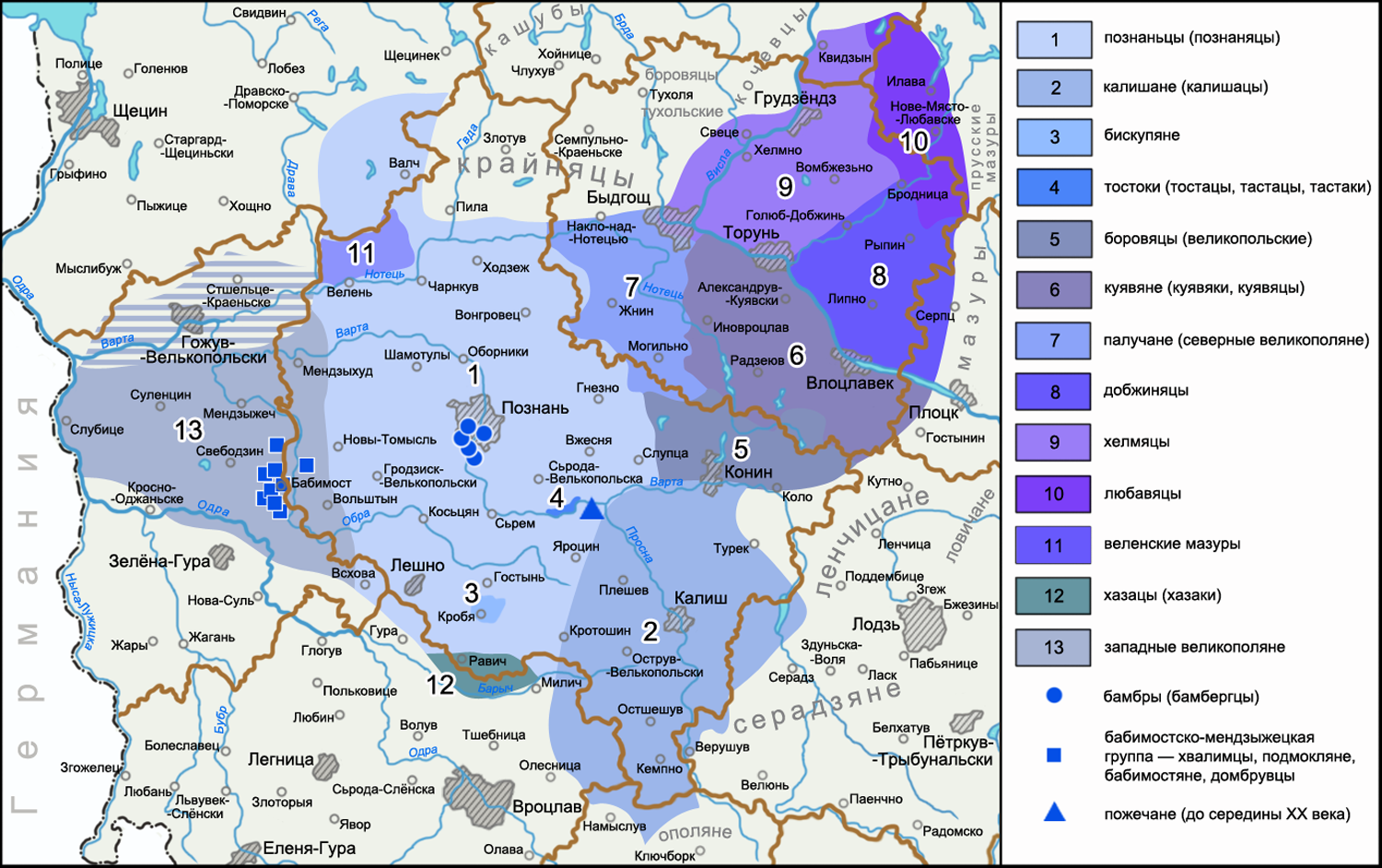
Карта великопольских субэтнических групп (согласно исследованиям Камоцкий, Януш)

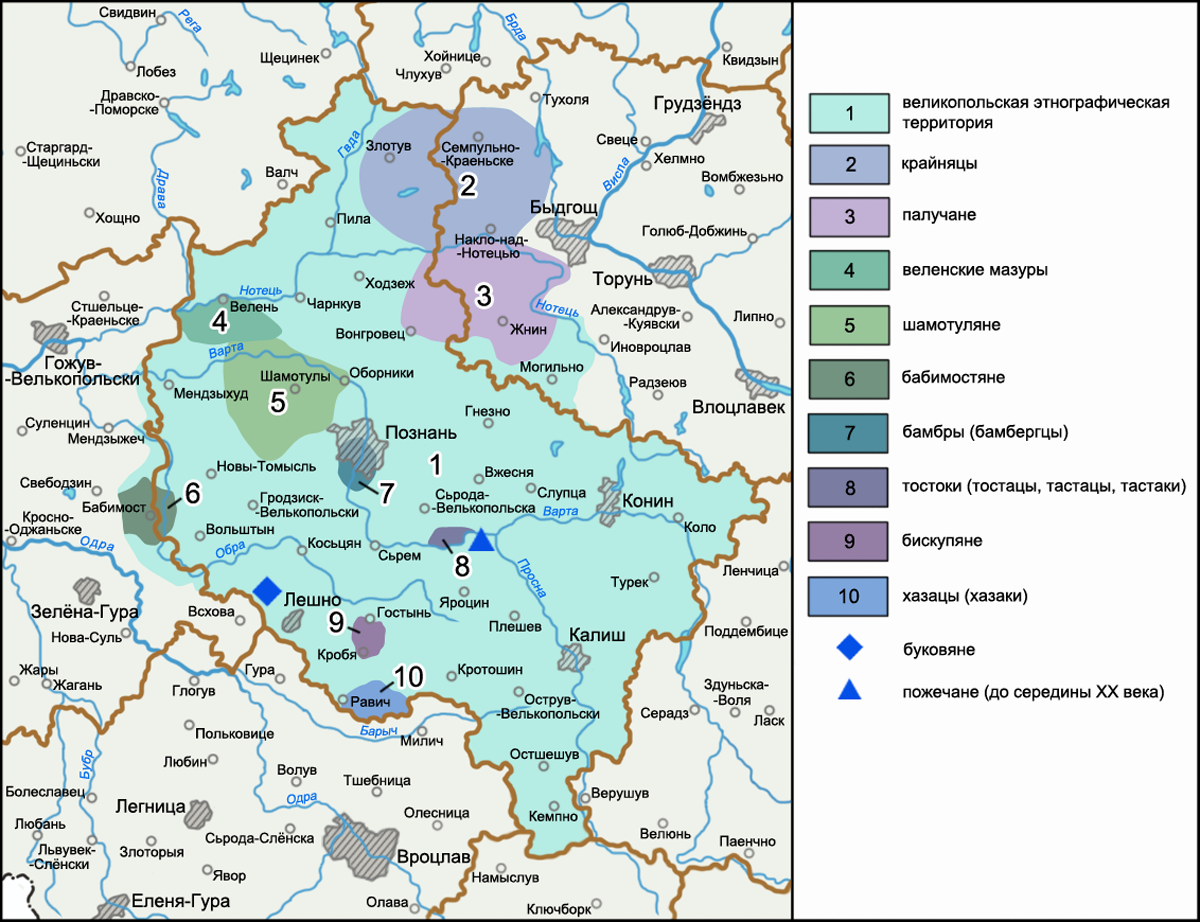
Карта великопольских субэтнических групп (согласно исследованиям А. В. Бжезиньской)

Великополя́не (пол. wielkopolanie) — население польского исторического региона Великопольши, для которого характерны общие диалектные, культурно-бытовые и другие особенности. Великополяне образуют одну из основных польских этнографических групп наряду с малополянами, ленчицанами, серадзянами, силезцами, мазовшанами и поморянами.
Среди великополян по тем или иным этнокультурным чертам выделялось в прошлом до тридцати различных локальных субэтнических и этнографических групп как польского, так и непольского происхождения, некоторые из этих групп сохраняют осознание своей общности и обособленности от основного этнического массива поляков до настоящего времени.

## Общие сведения
Историческая область Великая Польша охватывает территории, которые в древности населяло лехитское племя полян. Впервые название «поляне» упоминается в Баварском географе IX века, а название «Великая Польша» (пол. Wielkopolska, лат. Polonia Maior) появляется в исторических документах с 1257 года. Формирование своеобразия языка и культуры Великопольши происходило под влиянием таких факторов, как политическое обособление региона от других польских земель, особенности географического положения, природные особенности, миграции населения, соседство с германскими государствами и т. д. Обособление Великопольши складывалось в пределах феодальных границ Великопольского княжества, в пределах административных границ Речи Посполитой, а также в 1815—1914 годах в пределах границ Пруссии (позднее — объединённой Германии). Немецкое влияние в регионе проявлялось с давнего времени — немецкая экспансия началась с XIII века захватом Бранденбургом соседних с Великопольшей славянских земель и переселением на великопольские земли немецких колонистов.
Для Великопольши и её отдельных областей характерны, сохраняющиеся прежде всего в сельской местности, единые традиции, общие особенности праздничных обрядов, особенности типа жилища и планировки усадеб, общее своеобразие кухни и другие сходные этнографические признаки. Также великополян объединяют особенности языка, в их речи в той или иной степени сохраняются черты великопольского диалекта.

## Субэтнические и этнографические группы

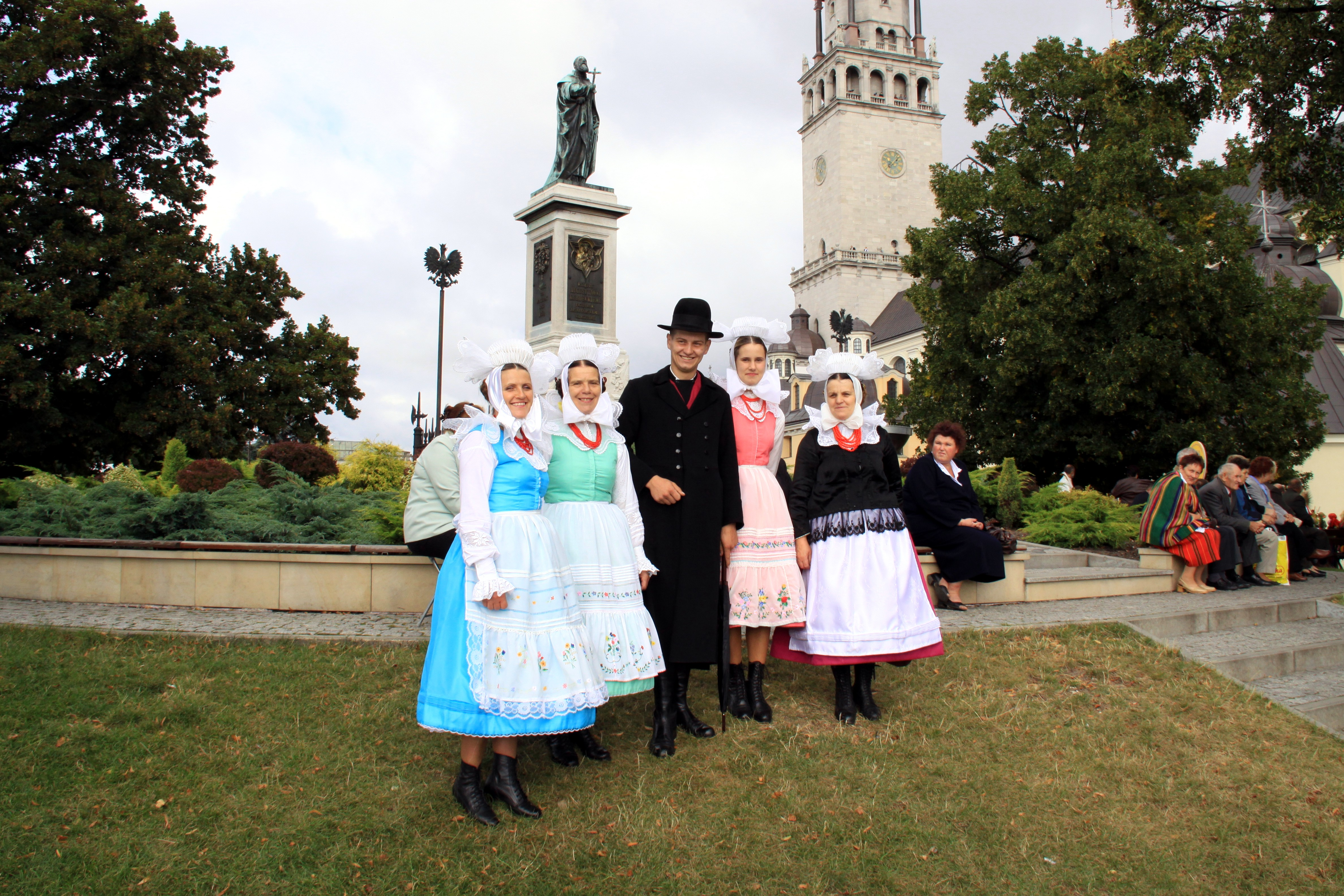
Представители одного из субэтносов великополян — бискупяне (в народных костюмах)

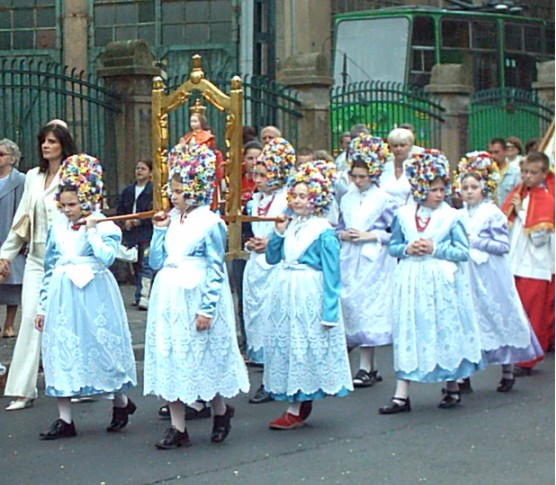
Представители одного из субэтносов великополян — бамбергцы (в народных костюмах)

На территории Великопольши традиционно выделялось до тридцати различных субэтнических и этнографических групп. Одна их часть представляла собой коренное население региона, другая — потомков польских переселенцев из других частей Польши, прежде всего, из Силезии, третья часть была представлена потомками иных народов, перенявших после переселения в Великопольшу польские язык и культуру, в числе таких групп были потомки немецких колонистов (бамбергцы, ганноверцы), переселенцы из литовских и русских земель («татары»), из Голландии (олендры), из Румынии («румыны»), а также переселённые в рамках акции «Висла» лемки и украинцы. Некоторые из этих групп растворились в общепольском этническом массиве, некоторые продолжают сохранять субэтническое самосознание и отдельные культурные и языковые особенности.
Выделяются следующие субэтнические и этнографические группы великополян:
- бабимостско-мендзыжецкая группа:
  - хвалимцы (chwalimiacy);
  - подмокляне (podmoklanie);
  - бабимостцы (babimojszczanie);
  - домбрувцы (dąbrowiaki);
- бамбры (бамбергцы) (bambrzy);
- бискупяне (biskupianie);
- боровяцы[пол.] (borowiacy);
- веленские мазуры (mazurzy wieleńscy);
- добжиняцы[пол.] (dobrzyniacy);
- калишане (калишацы)[пол.] (kaliszacy);
- куявяне (куявяки, куявяцы) (kujawiacy);
- любавяцы[пол.] (lubawiacy);
- палучане (северные великополяне) (pałuczanie, wielkopolanie północni);
- познаньцы (познаняцы)[пол.] (poznaniacy);
- пожечане (porzeczanie);
- тостоки (тастаки, тостацы, тастацы) (tośtoki, taśtacy);
- хазацы (хазаки, лесняки)[пол.] (hazacy);
- хелминяцы (хелмяцы, хелминяки)[пол.] (chełminiacy);
- шамотуляне (szamotulanie)[15].

Ян Станислав Быстронь разделял великополян на две группы: собственно великопольскую и куявскую. В составе группы великополян он отмечал познаньцев, северных великополян, калишан, краинцев, жителей лесных районов (веленских мазуров и лесняков) и потомков переселенцев из других стран (лесняков, или хазаков, хвалимцев, бамбергцев). В составе куявян им была отмечена только одна так называемая лесная группа боровяков.

## Великопольская идентичность
В современной Великопольше в среде небольшой группы местных жителей отмечается процесс формирования великопольской этнической идентичности. Это отражено, в частности, в результатах польской переписи 2011 года. Согласно данным этой переписи, некоторые жители Польши определили свою национальную принадлежность как великопольскую. Из 1515 польских граждан, указавших принадлежность к великополянам, 468 человек назвали великопольскую идентичность первой, 1047 человек — второй. 380 человек, отнёсших себя к великополянам, назвали только одну этническую идентичность, 1135 человек указали помимо великопольской другую, причём 1109 человек другой (первой, либо второй) помимо великопольской назвали польскую национальность.

## Изучение
Великополяне как отдельная этнографическая группа поляков выделялась исследователями польского этноса уже на рубеже XIX—XX веков, в частности, великополяне упоминаются в работах Адама Фишера, Яна Станислава Быстроня и других этнографов.